# Riccardo Risaliti
Riccardo Risaliti (Prato, 14 ottobre 1939) è un pianista italiano.

## Biografia
Dopo gli studi al Conservatorio di Firenze, sotto la guida di Rio Nardi e Luigi Dallapiccola, e dopo alcune masterclass con Carlo Zecchi e Nikita Magaloff, inizia la sua attività musicale come collaboratore pianistico presso lo stesso Conservatorio di Firenze, il Maggio Musicale Fiorentino e l'Accademia Chigiana di Siena, svolgendo parallelamente l'attività di critico per diversi giornali e per riviste specializzate.
Abbandonata l'attività di critico, ma non quella di pubblicista in qualità di studioso della letteratura e dell’interpretazione pianistica, ha svolto una notevole attività concertistica, come solista e camerista, sostenuto dalla vittoria di alcuni concorsi internazionali. Come didatta ha operato inizialmente al Conservatorio di Pesaro, poi per circa trent'anni al Conservatorio di Milano. È docente all'Accademia Internazionale Pianistica di Imola fin dalla sua fondazione. Ha tenuto corsi estivi al Festival delle Nazioni di Città di Castello e alla Sommerakademie Mozarteum di Salisburgo. Frequenti le sue masterclass presso conservatori italiani, e le sue partecipazioni a giurie di concorsi internazionali.
Ha inoltre curato, per varie case editrici, l'edizione didattica commentata di numerose opere di autori classici e contemporanei. Ha collaborato, tra l’altro, a testi sull'opera del pianista e direttore d'orchestra Carlo Zecchi e del compositore Giovanni Sgambati, oltre che a una rassegna storica del repertorio pianistico, per Casa Ricordi.

### Edizioni critiche
- Composizioni facili per pianoforte a 4 mani - Haydn, Mozart, Clementi, Milano, Ricordi, 1977
- Wolfgang Amadeus Mozart, Quaderno musicale londinese: 39 piccoli pezzi per pianoforte, Milano, Ricordi, 1975
- Domenico Scarlatti, Il mio primo Scarlatti, Milano, Ricordi, 1976
- Wolfgang Amadeus Mozart, Sei sonatine per pianoforte, Milano, Ricordi, 1983
- Muzio Clementi, Cinque sonate facili per pianoforte, Milano, Ricordi, 1983
- Aram Khačaturjan, Album per fanciulli per pianoforte, Milano, Ricordi, 1992
- Dmitrij Borisovič Kabalevskij, Variazioni facili op. 40 per pianoforte, Milano, Ricordi, 1996
- Raccolta di studi per pianoforte (Chopin, Liszt, Alkan, Henselt, etc.), Edizioni Curci
- Raccolta di pezzi per pianoforte (Bossi, Martucci, Sgambati), Edizioni Curci
- Sergio Fiorentino, Trascrizioni da concerto, Edizioni Curci, 2011

### Registrazioni
- Franz Liszt, Die Winterreise - Schubert-Liszt, Ricordi, 1983
- Giovanni Sgambati, The complete piano duet transcriptions, esecuzione di Daniela Morelli e Riccardo Risaliti, Roma, Crisopoli, 1997